# Abu Dhabi Golfkampioenschap 2006
Het Abu Dhabi Golf Championship is een golftoernooi dat sinds 2006 deel uitmaakt van de Europese PGA Tour. Het toernooi vond plaats van 19 januari tot en met 22 januari op de Abu Dhabi Golf Club in Abu Dhabi in de Verenigde Arabische Emiraten.  

## Verslag
De baan heeft een par van 72.
Na de eerste dag van het allereerste kampioenschap in Abu Dhabi ooit ging rookie Keith Horne verrassend aan de leiding. Op de eerste vier holes speelde de Zuid-Afrikaan nog op par, maar daarna volgde de ene birdie na de andere. Met een ronde van 66 slagen (6 onder par) stond hij twee slagen voor op Vijay Singh, Ricardo González en Thongchai Jaidee. Maarten Lafeber deed 71 slagen over de eerste dag, terwijl Robert-Jan Derksen het een stuk minder deed met 77 slagen.
Hornes landgenoot Charl Schwartzel had eveneens 66 slagen nodig op de tweede dag, en greep daarmee de leiding in het klassement. Ondanks dat hij een bogey maakte, liep hij toch 6 onder par voor de ronde, dankzij een eagle en vijf birdies. Slechts op 1 slag achterstand volgden Søren Hansen en Ricardo González. Leider na dag 1, Keith Horne zakte weg naar een plaats buiten de top 15. Maarten Lafeber kwam met een ronde van 70 slagen op een totaal van 141, wat ruim genoeg was om het finaleweekend te bereiken. Robert-Jan Derksen deed het met 69 slagen beter dan Lafeber, maar dankzij een slechte eerste dag kwam hij 2 slagen tekort voor de cut.
Uit het niets schoof op de derde dag de Zweed Henrik Stenson naar voren. Middels een baanrecord van 62 slagen schoof hij zelfs op naar de eerste plaats. Hij profiteerde van het kalme weer, maar daarmee was hij niet de enige. Vijf golfers kwamen onder de 66 slagen, het baanrecord dat Keith Horne twee dagen eerder had gevestigd. Chris DiMarco had 63 slagen nodig en klom daarmee naar een verdienstelijke tweede plaats op de ranglijst. Maarten Lafeber kon niet aan de hoge scores tippen en kwam na een ronde van 72 slagen uit op een 36e plaats in het tussenklassement.
Stenson liep in de laatste ronde opnieuw een ronde van 69 slagen, wat hij ook in de eerste twee rondes deed en zag daarmee Chris DiMarco (die 67 slagen nodig had) langs zich heen komen en de titel wegkapen. Voor DiMarco was het de eerste toernooizege in vier jaar tijd. Maarten Lafeber had op de slotdag 77 slagen nodig en zakte naar de 66e plaats in het klassement. Op de 13e hole had hij negen slagen nodig op de par-4 baan. Zijn score van 77 was daarmee de hoogste van de dag.

## Top-10
| Nr  | Speler               | R1 | R2 | R3 | R4 | Totaal | Totaal |
| --- | -------------------- | -- | -- | -- | -- | ------ | ------ |
| 1   | Chris DiMarco        | 71 | 67 | 63 | 67 | 268    | -20    |
| 2   | Henrik Stenson       | 69 | 69 | 62 | 69 | 269    | -19    |
| 3   | Sergio Garcia        | 70 | 69 | 65 | 66 | 270    | -18    |
| 4   | Ricardo González     | 68 | 68 | 67 | 68 | 271    | -17    |
| 5   | Miguel Ángel Jiménez | 70 | 68 | 64 | 71 | 273    | -15    |
| T6  | Colin Montgomerie    | 72 | 68 | 65 | 70 | 275    | -13    |
| T6  | Jyoti Randhawa       | 71 | 70 | 69 | 65 | 275    | -13    |
| T8  | Charl Schwartzel     | 69 | 66 | 68 | 74 | 277    | -11    |
| T8  | Vijay Singh          | 68 | 70 | 69 | 70 | 277    | -11    |
| T10 | David Lynn           | 69 | 69 | 70 | 70 | 278    | -10    |
| T10 | Ian Poulter          | 72 | 69 | 68 | 69 | 278    | -10    |

| Baanrecord |

2006 · 2007 · 2008 · 2009 · 2010 · 2011 · 2012 · 2013 · 2014